# Christoph Ludwig (Lippe)
Graf Christoph Ludwig zur Lippe (* 3. April 1679 in Detmold; † 18. Mai 1747 ebenda) war Mitregent der Grafschaft Lippe und Erbauer des Lippehofes in Lemgo.

## Leben

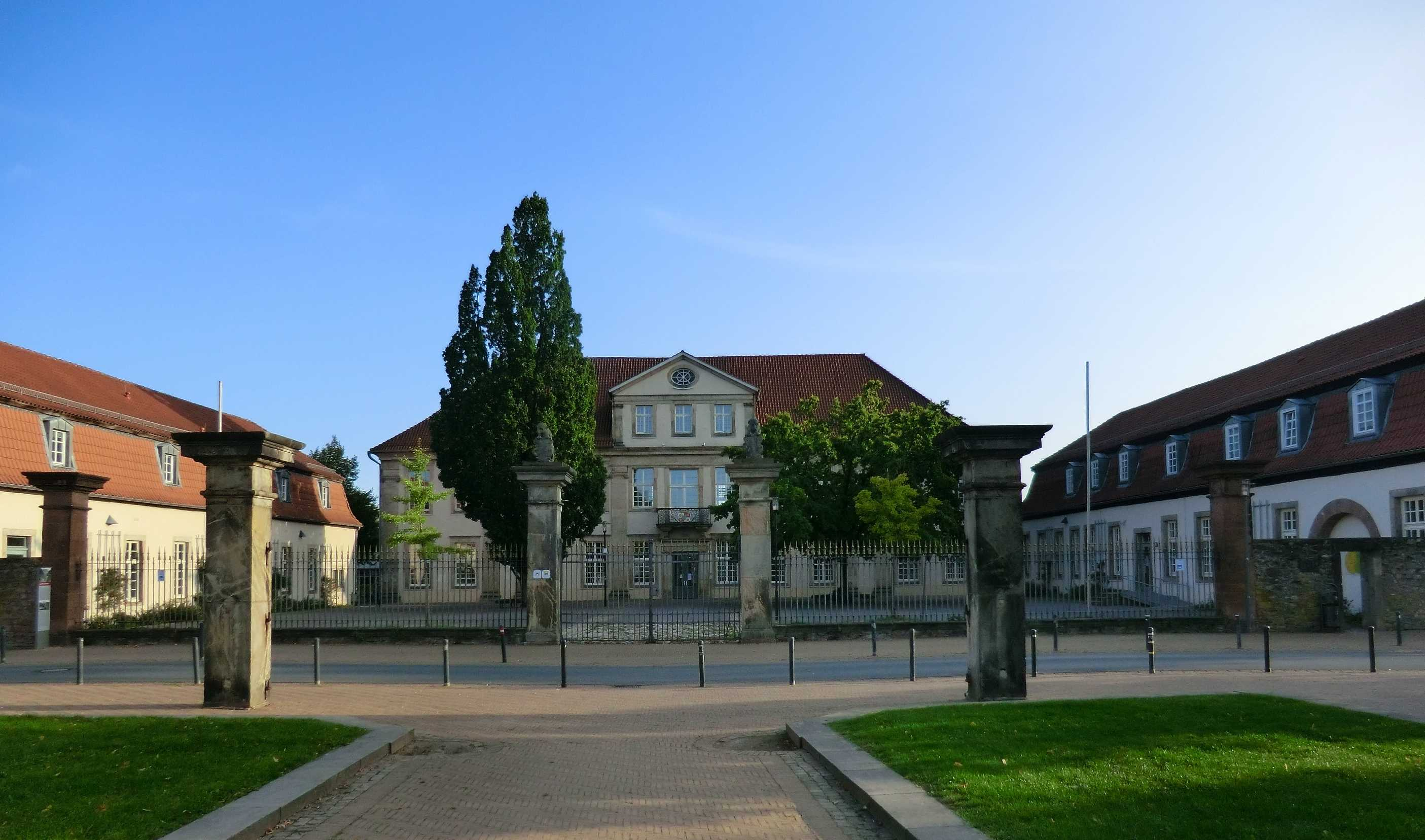
Lippehof in Lemgo (2020)

Christoph Ludwig war das 10. von insgesamt 16 Kindern des regierenden Grafen Simon Henrich zur Lippe und seiner Frau Burggräfin Amalie von Dohna (1644–1700). Als nachgeborener Sohn schlug er die militärische Laufbahn ein. 1704 wurde er durch Ritterschlag in den Johanniterorden aufgenommen.
Christoph Ludwig ging in Detmold eine unebenbürtige Beziehung zu dem Kammermädchen Anna Susanna Fontanier (1686–1728), einer Hugenottin, ein. Beide verließen die Grafschaft Lippe, heirateten 1714 und lebten in Kassel.
Nachdem seine Frau 1728 gestorben war, kehrte Graf Christoph Ludwig 1730 mit seinen Kindern aus Kassel nach Lippe zurück. Nach dem Tod des regierenden Grafen, seines Neffen Graf Simon Henrich Adolph († 1734), übernahm dessen Witwe, Fürstin Johannette Wilhelmine von Nassau-Idstein, zusammen mit Christoph Ludwig und seinem jüngeren Bruder August Wolfhart die vormundschaftliche Regentschaft.
Nach seiner Rückkehr aus Kassel ließ Christoph Ludwig den Lippehof in Lemgo für sich und seine Kinder herrichten. Bis etwa 1734 entstanden das Herrenhaus und die zwei Flügelbauten mit Küche und Marstall. Die Gebäude sind heute noch erhalten und werden vom Engelbert-Kaempfer-Gymnasium genutzt.

## Nachkommen
Aus der Ehe mit Anna Susanna Fontanier gingen zehn Kinder hervor, von denen fünf jedoch schon früh starben.
- Ludwig (* 1715; † 1755 in Rendsburg)
- August (* um 1716; † 1741, gefallen)
- Carl Wilhelm (* um 1720; † in Lemgo)
- Anna Charlotte (* 1724; † 1796 in Schleswig-Friedrichsberg), Eheschließung 1749 in Lemgo mit Prinz Carl Ernst von Schleswig-Holstein-Sonderburg-Glücksburg (1706–1761)
- Sophia Condordia (* 1725; † 1764 in Lemgo)